# Familiar to Millions
Familiar to Millions är ett album av rock/popgruppen Oasis, utgivet i november 2000. Alla låtar spelades in 21 juli 2000 på Wembley Stadium.

## Låtlista
Alla låtar skrivna av Noel Gallagher, om inget annat anges.
Skiva ett
1. "Fuckin' in the Bushes" - 3:04
2. "Go Let It Out" - 5:32
3. "Who Feels Love?" - 6:00
4. "Supersonic" - 4:30
5. "Shakermaker" - 5:13
6. "Acquiesce" - 4:18
7. "Step Out" (Henry Cosby/Noel Gallagher/Sylvia Moy/Stevie Wonder) - 4:05
8. "Gas Panic!" - 8:02
9. "Roll With It" - 4:44
10. "Stand by Me" - 5:49

Skiva två
1. "Wonderwall" - 4:46
2. "Cigarettes & Alcohol" - 6:52
3. "Don't Look Back in Anger" - 5:28
4. "Live Forever" - 5:10
5. "Hey Hey, My My" (Neil Young) - 3:45
6. "Champagne Supernova" - 6:32
7. "Rock 'n' Roll Star" - 7:27
8. "Helter Skelter" (John Lennon/Paul McCartney) - 6:33

## Medverkande
- Liam Gallagher - sång, tamburin
- Noel Gallagher - sång, gitarr
- Gem Archer     - gitarr
- Andy Bell      - bas
- Alan White     - trummor
- Jay Darlington - piano/keyboard